# Cladispa
Cladispa là một chi bọ cánh cứng trong họ Chrysomelidae.
Chi này được Baly miêu tả khoa học năm 1858.

## Các loài
Chi này gồm các loài:
- Cladispa quadrimaculata Baly, 1858